# Caballerial
Een Caballerial (ook wel Cab) is een skateboardtruc. Het is een andere naam voor fakie 360° ollie. Deze truc wordt gedaan zonder het skateboard aan te raken met de handen. Als deze backside is, wordt het een backside caballerial, als de rotatie frontside is, wordt het een frontside caballerial. Deze truc is uitgevonden en vernoemd naar professioneel Amerikaans skateboarder Steve Caballero, rond het jaar 1980. Deze truc is origineel voor halfpipe- en poolskateboards, maar werd later ook flat en van obstakels afgedaan.

## Half-Cab
Een half-cab is een halve caballerial, dus een fakie 180° Ollie. Deze kan ook frontside en backside uitgevoerd worden, waarmee het frontside half-cab en backside half-cab wordt. 

## Gaytwist
Een gaytwist is een caballerial met een grab (het skateboard vastpakken met één (of meerdere) hand(en)) er bij. Deze truc wordt alleen gedaan in halfpipes, of af en toe in een pool.